# Doctor Caparrós, medicina general
Doctor Caparrós, medicina general és una sèrie de televisió d'humor emesa del 1979, interpretada per l'humorista català Joan Capri en el paper del doctor Caparrós. També hi intervingueren altres actors com Maria Matilde Almendros, Joan Pera i Carme Sansa. Fou dirigida i realitzada per Esteve Duran i el guió fou escrit per Jaume Ministral i Masià. Va emetre's per primer cop el 3 d'octubre de 1979 fins al 19 de desembre del mateix any per Televisió Espanyola a Catalunya. Tingué una segona temporada, amb el títol de Doctor Caparrós, metge de poble, emesa des del 5 d'octubre fins al 21 de desembre del 1982 pel mateix canal. Cada temporada el formen 12 capítols de 35 minuts de duració. Gravada en directe i amb públic assistent, aconseguí un bon èxit d'audiència en el públic català i rebé un Premi Ondas l'any 1980 com a Millor Programa Nacional de Televisió.
El gener de 2019 va haver-hi un projecte de sèrie derivada anomenada Clínica Caparrós amb Joan Pera i Roger Pera, per tal de celebrar el 60è aniversari de TVE Catalunya. Finalment, però, no es va dur a terme.

## Argument
El Doctor Caparrós és un metge prestigiós amb una personalitat irònica i patidora, que rep consultes dels pacients a casa seva. Acompanyat del seu nebot i la infermera Numància, atendran el consultori i viuran les diferents peripècies del dia a dia en clau d'humor, des de rebre la visita d'un alt càrrec administratiu fins a la visita d'un antic coronel del doctor.
A la segona temporada, el doctor Caparrós, fart de la vida a la ciutat, se n'anirà a viure acompanyat de la seva dona a un poble perdut de l'alta muntanya, a Vall d'Oliveda, per poder exercir la seva professió amb més tranquil·litat. Es retrobarà amb antics personatges de la sèrie que tindran un paper protagonista en aquesta temporada: l'ex-malalt, que després d'heretar una fortuna és l'home més ric del poble, i la marquesa de Costamar, que fa de mestra de poble després que el seu marit hagi perdut tota la seva fortuna de l'empresa.

## Personatges

### Personatges principals
- Doctor Joan Caparrós (Joan Capri)
- Elisa (esposa del doctor Caparrós) (Maria Matilde Almendros)
- Jordi Ignasi (nebot del doctor Caparrós) (Joan Pera)
- Numància (infermera) (Carme Sansa)

### Personatges secundaris
- Encarnació García (minyona) (Alicia Tomás)
- Roseta (minyona) (Alicia Orozco)
- Ex-malalt (Josep Peñalver)
- Marquesa de Costamar (Glòria Roig)